# Neoxychirota isolata
Neoxychirota isolata is een vlinder uit de familie van de Tineodidae. De wetenschappelijke naam van de soort is voor het eerst geldig gepubliceerd in 1986 door Clarke.